# Catherine Jourdan
Catherine Jourdan (* 12. Oktober 1948 in Azay-le-Rideau, Département Indre-et-Loire, Frankreich; † 19. Februar 2011) war eine französische Schauspielerin.

## Leben
Catherine Jourdan spielte 1967 die kleine Rolle der Rezeptionistin in Jean-Pierre Melvilles Der eiskalte Engel und 1968 abermals neben Alain Delon in Nackt unter Leder. Es folgen die Ellen Wade im vierten Teil der Miniserie Die Lederstrumpferzählungen (1969) und Alain Robbe-Grillets L'Éden et l'après. Ihren Höhepunkt hat sie 1971 mit Jean-Gabriel Albicoccos Le petit matin. Danach folgen Hilfe, mein Degen klemmt und Les Charlots en folie, Alan Fleischers Zoo zéro (1979) mit Klaus Kinski sowie 1982 der Erotikfilm Aphrodite – Im Wendekreis der Begierde mit Valérie Kaprisky. 1984 drehte Jourdan mit Le Diable et la Dame ihren letzten Film.

## Filmografie (Auswahl)
- 1967: Der eiskalte Engel (Le Samouraï)

## Weblink
- Catherine Jourdan bei IMDb